# Mickaël Tacalfred
Mickaël Tacalfred est un footballeur français évoluant au poste de défenseur central.

## Biographie

### Enfance et formation
D'ascendance guadeloupéenne et réunionnaise, il commence le football à sept ans au Red Star où il passe treize années de sa carrière, en junior puis en senior.

### Carrière en club
Il commence sa carrière professionnelle au Red Star, club évoluant alors en National. Pour sa première saison, il élimine l'AS Saint-Étienne, club de Division 1, sur le score de trois buts à un, lors des 8e de finale de Coupe de la Ligue à Geoffroy-Guichard. Le club va cette année-là jusqu'en demi-finale de la compétition et une élimination par le FC Gueugnon lors de la séance de tirs au but). Il signe son premier contrat professionnel durant l'été 2000.
Il s'engage en 2001 au FC Martigues, évoluant en Division 2. Il y passe une saison où le club termine dernier avant de s'engager au FC Rouen, évoluant en National.
De 2003 à 2007, il passe quatre saisons au Dijon FCO évoluant en Ligue 2, pour un total de 152 matchs toutes compétitions confondues.
En 2008, il s'engage avec le Stade de Reims. Il reste huit saisons au club et y dispute 248 rencontres. Pour la saison 2011-2012, l’entraîneur Hubert Fournier le nomme capitaine.
Le 11 juillet 2016, il s'engage en faveur de l'AJ Auxerre, club en évoluant en Ligue 2 pour une durée d'un an. Véritable patron de la défense ajaïste lors de la saison 2016-2017, vice-capitaine derrière Lionel Mathis, Tacalfred poursuit son aventure avec l'AJ Auxerre en paraphant un nouveau contrat d'une année supplémentaire. Au cours de la saison, il dispute 38 matchs, toutes compétitions confondues, tous en tant que titulaire. L’AJA termine 4ème meilleure défense du championnat 2016-2017. Le 24 mai 2018, l'AJ Auxerre annonce la prolongation de Mickaël Tacalfred pour une troisième année supplémentaire consécutive. Lors de la saison 2018-2019, il est avec Quentin Westberg l'un des deux délégués syndicaux de l'UNFP au sein de l'AJ Auxerre. Son aventure à l’AJ Auxerre s’arrête à la fin de la saison 2018-2019, son contrat n’étant pas renouvelé, le joueur n’entrant pas dans les plans du nouvel entraîneur Jean Marc Furlan.
Le 11 juillet 2019, il a rejoint l'AS Béziers en National 1. Après avoir joué vingt-deux matchs de championnat, la saison s'arrête à cause de la pandémie du covid-19. 
Après avoir mis sa carrière entre parenthèses durant une saison, Mickael Tacalfred signe dans le club de Reims Saint-Anne qui évolue en Régional 1 pour la saison 2021-2022 et participe à la montée du club en National 3.
En 2023-2024 il évolue au Cormontreuil FC en Régional 1 de la ligue Grand-Est.

### Carrière internationale
Il est dans sa jeunesse présélectionné en équipe de France des 15 ans.
Il joue avec l'équipe de Guadeloupe de football et participe à l'épopée de celle-ci lors de la Gold Cup 2007.

## Statistiques
| Saison                | Club                   | Championnat           | Championnat | Championnat | Coupe nationale | Coupe nationale | Coupe de la Ligue | Coupe de la Ligue | Guadeloupe | Guadeloupe | Total | Total |
| Saison                | Club                   | Division              | M.          | B.          | M.              | B.              | M.                | B.                | M.         | B.         | M.    | B.    |
| 1999-2000             | AS Red Star 93         | National              | 8           | 0           | 1               | 0               | 1                 | 0                 | -          | -          | 10    | 0     |
| 2000-2001             | AS Red Star 93         | National              | 18          | 0           | 2               | 0               | 1                 | 0                 | -          | -          | 21    | 0     |
| Sous-total            | Sous-total             | Sous-total            | 26          | 0           | 3               | 0               | 2                 | 0                 | -          | -          | 31    | 0     |
| 2001-2002             | FC Martigues           | Division 2            | 28          | 0           | 1               | 0               | 2                 | 0                 | -          | -          | 31    | 0     |
| 2002-2003             | FC Rouen               | National              | 20          | 0           | -               | -               | -                 | -                 | -          | -          | 20    | 0     |
| 2003-2004             | Angers SCO             | Ligue 2               | 26          | 2           | 3               | 0               | 1                 | 0                 | -          | -          | 30    | 2     |
| 2004-2005             | Dijon FCO              | Ligue 2               | 31          | 1           | 1               | 0               | 3                 | 0                 | -          | -          | 35    | 1     |
| 2005-2006             | Dijon FCO              | Ligue 2               | 35          | 0           | 3               | 0               | 1                 | 0                 | -          | -          | 39    | 0     |
| 2006-2007             | Dijon FCO              | Ligue 2               | 31          | 0           | 1               | 0               | 3                 | 0                 | 5          | 0          | 40    | 0     |
| 2007-2008             | Dijon FCO              | Ligue 2               | 32          | 0           | 5               | 0               | 1                 | 0                 | -          | -          | 38    | 0     |
| Sous-total            | Sous-total             | Sous-total            | 129         | 1           | 10              | 0               | 8                 | 0                 | 5          | 0          | 152   | 1     |
| 2008-2009             | Stade de Reims         | Ligue 2               | 31          | 0           | 1               | 0               | -                 | -                 | 3          | 0          | 35    | 0     |
| 2009-2010             | Stade de Reims         | National              | 30          | 1           | 1               | 0               | -                 | -                 | -          | -          | 31    | 1     |
| 2010-2011             | Stade de Reims         | Ligue 2               | 30          | 0           | 6               | 0               | 2                 | 0                 | 2          | 0          | 40    | 0     |
| 2011-2012             | Stade de Reims         | Ligue 2               | 37          | 0           | -               | -               | 1                 | 0                 | -          | -          | 38    | 0     |
| 2012-2013             | Stade de Reims         | Ligue 1               | 28          | 0           | -               | -               | 1                 | 0                 | -          | -          | 29    | 0     |
| 2013-2014             | Stade de Reims         | Ligue 1               | 34          | 0           | 1               | 0               | -                 | -                 | -          | -          | 35    | 0     |
| 2014-2015             | Stade de Reims         | Ligue 1               | 29          | 0           | 1               | 0               | 1                 | 0                 | -          | -          | 31    | 0     |
| 2015-2016             | Stade de Reims         | Ligue 1               | 15          | 0           | -               | -               | -                 | -                 | 2          | 0          | 17    | 0     |
| Sous-total            | Sous-total             | Sous-total            | 234         | 1           | 10              | 0               | 5                 | 0                 | 7          | 0          | 256   | 1     |
| 2016-2017             | AJ Auxerre             | Ligue 2               | 33          | 0           | 5               | 0               | -                 | -                 | -          | -          | 38    | 0     |
| 2017-2018             | AJ Auxerre             | Ligue 2               | 30          | 3           | 5               | 1               | 1                 | 0                 | -          | -          | 36    | 4     |
| 2018-2019             | AJ Auxerre             | Ligue 2               | 26          | 1           | 0               | 0               | 1                 | 0                 | 3          | 0          | 30    | 1     |
| Sous-total            | Sous-total             | Sous-total            | 89          | 4           | 10              | 1               | 2                 | 0                 | 3          | 0          | 104   | 5     |
| 2019-2020             | Avenir sportif Béziers | National              | 22          | 1           | 4               | 0               | -                 | -                 | 1          | 0          | 27    | 1     |
| 2021-2022             | Reims Sainte-Anne      | Régional 1            | 10          | 0           | 2               | 0               | -                 | -                 | -          | -          | 12    | 0     |
| 2022-2023             | Reims Sainte-Anne      | National 3            | 23          | 2           | 7               | 1               | -                 | -                 | -          | -          | 30    | 3     |
| Sous-total            | Sous-total             | Sous-total            | 33          | 2           | 9               | 1               | -                 | -                 | -          | -          | 42    | 3     |
| 2023-2024             | FC Cormontreuil        | Régional 1            | 23          | 2           | 1               | 0               | -                 | -                 | -          | -          | 24    | 2     |
| 2023-2024             | FC Cormontreuil        | Régional 1            | 24          | 0           | -               | -               | -                 | -                 | -          | -          | 24    | 0     |
| Sous-total            | Sous-total             | Sous-total            | 47          | 2           | 1               | 0               | -                 | -                 | -          | -          | 48    | 2     |
| Total sur la carrière | Total sur la carrière  | Total sur la carrière | 654         | 13          | 51              | 2               | 20                | 0                 | 16         | 0          | 741   | 15    |

## Palmarès

### En club
- Vice-Champion de France de Ligue 2 en 2012 avec le Stade de Reims
- Vice-Champion de France de National en 2010 avec le Stade de Reims
- Champion de Régional 1 en 2023 avec Reims Sainte-Anne